# リセット (2014年のテレビドラマ)
リセット（朝: 리셋）は、2014年に放送された韓国のテレビドラマ。主演はチョン・ジョンミョン、キム・ソヒョン。韓国OCNで2014年8月24日から10月26日まで、日曜夜23:00から全10話放送された。

## あらすじ
検事のチャ・ウジン（チョン・ジョンミョン）は催眠術で被疑者の自白を引き出すという特殊能力を持っていたが、過去の辛い出来事から記憶を封印しており、自らの記憶も催眠術で引き出そうとしていた。ある日、殺人事件の被疑者として検挙された高校生チョ・ウンビ（キム・ソヒョン）が夢に登場する少女に似ていることに気付いたウジンは、ウンビを通して15年前に起きた恋人スンヒへの暴行事件を断片的に思い出す。催眠によってウンビの無実を確信したウジンはウンビを保護し、殺人事件の犯人も自首するが、犯人はウジンとスンヒしか知らないはずの歌の歌詞を言い残して自殺する。ウジンは自身の記憶を完全に取り戻そうと真犯人を追い始めるが、謎の真犯人Xは犯行を続け、ウジンを犯罪に巻き込んでいく。

## 登場人物
- チャ・ウジン：チョン・ジョンミョン（若年期：チェ・スハン）

ソウル地検検事。ペンを利用した催眠術を駆使する。
- チョ・ウンビ：キム・ソヒョン

身寄りのない不良高校生。殺人事件の被疑者として検挙される。
- チェ・スンヒ：キム・ソヒョン

ウジンの初恋の人。
- コ捜査官：パク・ウォンサン

ウジンを補佐する捜査官。
- ハン係長：シン・ウンジョン

ウジンを補佐する事務官。
- チェ・ユニ：ソン・ハユン

スンヒの妹。カフェ店員。
- キム会長：キム・ハクチョル

GKグループ会長。
- キム・インソク：ユン・パク

キム会長の息子。
- キム・ドンス：チェ・ジェウン

検事。ウジンの同期。

## 視聴率
| 話 | 放送日         | AGB Nielsen |
| 話 | 放送日         | 平均視聴率  |
| -- | -------------- | ----------- |
| 1  | 2014年8月24日  | 1.27%       |
| 2  | 2014年8月31日  | 0.90%       |
| 3  | 2014年9月7日   | 0.65%       |
| 4  | 2014年9月14日  | 0.78%       |
| 5  | 2014年9月21日  | 0.61%       |
| 6  | 2014年9月28日  | 0.68%       |
| 7  | 2014年10月5日  | 0.71%       |
| 8  | 2014年10月12日 | 0.61%       |
| 9  | 2014年10月19日 | 0.55%       |
| 10 | 2014年10月26日 | 0.84%       |